# Federico Visconti
Federico Visconti (Milano, 4 dicembre 1617 – Milano, 7 gennaio 1693) è stato un cardinale e arcivescovo cattolico italiano.

## Biografia

### I primi anni
Federico Visconti nacque a Milano nel 1617 dalla nobile famiglia dei Visconti di Carbonara, imparentati con la celebre famiglia ducale milanese. Suo padre era Carlo Visconti, conte di Carbonara e tesoriere generale dello stato di Milano, mentre sua madre era Francesca Perrone, contessa di San Martino. Altri suoi fratelli furono Alessandro, Girolamo, Pierluca, Gianluigi e Giovanni. Federico era a sua volta nipote di Francesco Visconti, vescovo di Cremona.
Egli studiò all'Accademia di Brera gestita dai gesuiti a Milano ove ottenne il dottorato in filosofia e poi passò all'Università di Bologna ove ottenne nel 1639 ottenne quello di legge, accedendo poi all'Almo Collegio Borromeo. Giureconsulto e collegiato nel 1644, fu avvocato concistoriale e intraprese carriera diplomatica a Roma.
Tornato a Milano fu primicerio del Capitolo Metropolitano (1646).
Nel 1658 tornò a Roma e divenne vice-governatore di Tivoli nel giugno del 1664, per poi divenire governatore di Città di Castello (1665) e di Montalto (dal 9 luglio 1666). Nel 1667 divenne uditore della Sacra Rota.

### L'episcopato a Milano: l'attenzione alla diocesi e la premiazione col cardinalato

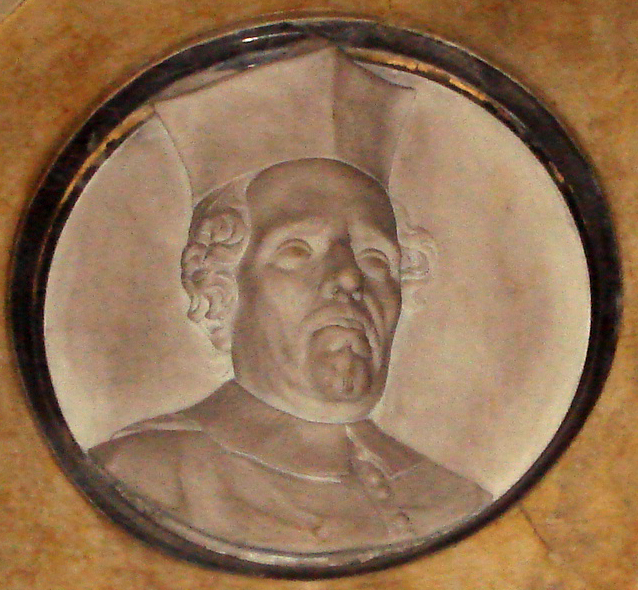
Rilievo del cardinale Federico Visconti nello Scurolo di San Carlo nel Duomo di Milano.

Arcivescovo di Milano dal 23 giugno 1681, venne consacrato a Roma dal cardinale Gaspare Carpegna che gli impose poi il pallio metropolitano il 22 settembre di quell'anno. A Milano il Visconti si dedicò, tra le altre cose, alla promozione dello sviluppo edilizio, facendo condurre a termine i lavori delle porte del Duomo di Milano e facendo sistemare le gradinate e la piazza.
Elevato al rango di cardinale-presbitero nel concistoro del 1º settembre 1681 da papa Innocenzo XI, il 4 settembre successivo ricevette la berretta cardinalizia ed il titolo di Sant'Alessio.
Egli in maniera zelante condusse numerose visite pastorali nella sua arcidiocesi e celebrò un sinodo diocesano il 3 settembre 1687. Egli concesse particolare attenzione alla liturgia ed ai riti sacri: nel 1682 ricordò ufficialmente a tutti i canonici della cattedrale milanese l'importanza del celebrare e recitare correttamente i Divini Offici e riordinò la loro presenza negli stalli del coro. Ufficialmente nel 1685 egli introdusse anche nell'arcidiocesi di Milano la celebrazione della festa di Nostra Signora del Monte Carmelo. Nel 1687 pubblicò il Rituale Sacramentorum e ristampò il Pontificale Ambrosiano nel 1689.

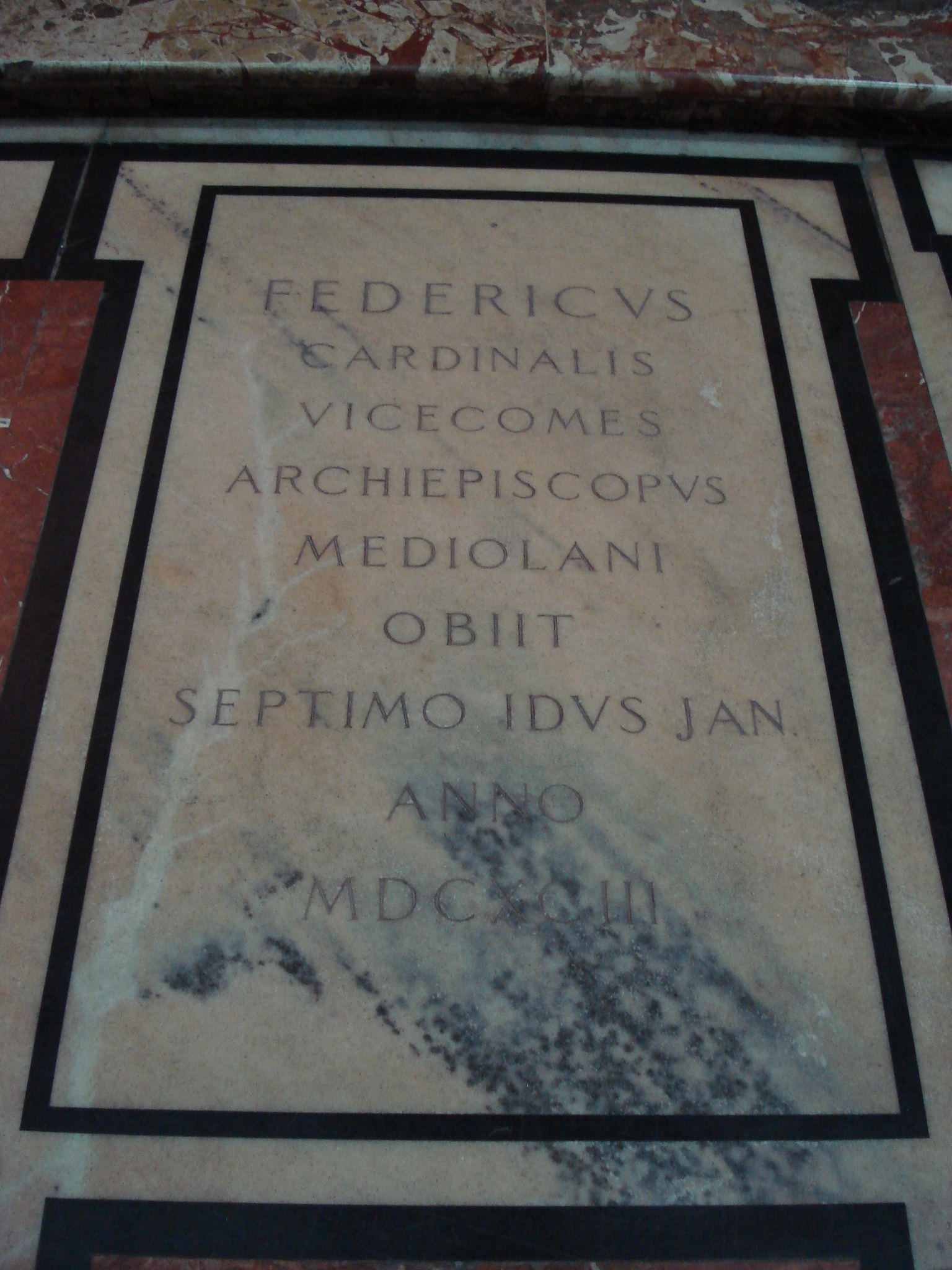
Tomba del cardinale Federico Visconti nel Duomo di Milano.

Grande attenzione il cardinal Visconti la tributò anche ai seminari, riaprendo nel 1682 quello di Pollegio che era stato chiuso dalle autorità svizzere nel 1673, fondando il Seminario Maggiore nel 1682 e proponendovi seminari di teologia, filosofia e logica, ristabilendovi definitivamente le cattedre di filosofia e teologia. Egli concluse la costruzione dei portali della facciata della cattedrale di Milano, risistemando gli appartamenti del palazzo arcivescovile utilizzandole assiduamente e non solo come residenza invernale come era in uso coi suoi predecessori. In questo fermento di rinnovamento, fece restaurare anche la villa arcivescovile di Groppello.
Nel 1688 egli ripudiò e condannò un gruppo di astrologi mistificatori che avevano terrorizzato la popolazione milanese con funesti presagi e per questo gli fu utile mantenere sempre ottime relazioni con le autorità politiche spagnole: il 7 agosto 1682 egli chiese al clero di interpretare in maniera univoca il diritto di asilo e l'anno successivo ottenne dalla Sacra Congregazione per l'Immunità Ecclesiastica il diritto di prelevare i disertori dalle località giudicate non immuni. Attento alle esigenze dei militari, si dimostrò generoso con quei soldati che il 14 giugno 1683 avevano preso parte all'Assedio di Vienna combattendo contro i turchi.
Il cardinal Visconti fu uno zelante guardiano della disciplina delle monache milanesi ed ordinò nel 1686 di esaminare le vocazioni sulla base di quanto stabilito dal Concilio di Trento, iniziando anche un percorso già intrapreso dal suo predecessore per morigerare la moda femminile nel clero milanese dell'epoca.
Prese parte al conclave del 1689 che elesse a pontefice papa Alessandro VIII ed entrò nel conclave del 1691 che elesse poi papa Innocenzo XII, ma dovette lasciarlo a metà delle celebrazioni abbandonando poco dopo Roma e non presenziando quindi al ballottaggio finale a causa di un'improvvisa serie di febbri intermittenti che lo assalirono dal 19 giugno 1691.
Morì nel palazzo arcivescovile di Milano il 7 gennaio 1693, alle ore 16.00, all'età di 75 anni. Il suo corpo venne esposto alla venerazione dei fedeli nel Duomo ove si svolsero anche i funerali, poi venire sepolto di fronte all'altare della Madonna dell'Albero, presente all'interno della cattedrale stessa.
Con un legato del proprio testamento destinò una notevole somma al compimento della statua del Sancarlone di Arona.

### La collezione artistica
La passione per l'arte proveniva in parte dalla parentela con Federico Borromeo, grande appassionato di arte, la cui sorella Isabella aveva sposato Girolamo, nonno di Federico Visconti. 

Nel 1689 Federico Visconti donò alla Mensa dell'arcivescovado una parte cospicua della collezione famigliare di dipinti. Questa derivava in parte dall'eredità del fratello Alessandro Visconti che nel 1685 lasciò, tra l'altro, una collezione di 316 quadri della sua casa milanese, a questi si aggiunsero i dipinti lasciati nel 1667 dal cugino Francesco Visconti e quelli del lascito dello zio Giulio Cesare Visconti, primicerio del Duomo ed esecutore testamentario di Federico Borromeo.

## Genealogia episcopale
La genealogia episcopale è:
- Cardinale Scipione Rebiba
- Cardinale Giulio Antonio Santori
- Cardinale Girolamo Bernerio, O.P.
- Arcivescovo Galeazzo Sanvitale
- Cardinale Ludovico Ludovisi
- Cardinale Luigi Caetani
- Cardinale Ulderico Carpegna
- Cardinale Paluzzo Paluzzi Altieri degli Albertoni
- Cardinale Gaspare Carpegna
- Cardinale Federico Visconti

## Stemma
| Immagine | Blasonatura |
| -------- | --- |
|          | Federico Visconti Cardinale Arcivescovo di Milano D'argento alla biscia d'azzurro ondeggiante in palo e coronata d'oro, ingolante un moro di carnagione (Visconti). Lo scudo, accollato a una croce astile patriarcale d'oro, posta in palo, è timbrato da un cappello con cordoni e nappe di rosso. Le nappe, in numero di trenta, sono disposte quindici per parte, in cinque ordini di 1, 2, 3, 4, 5. |

## Albero genealogico
|                                                      |                 |                        | Genitori                               |  |  | Nonni |  |  | Bisnonni                                                     |  |  | Trisnonni                                                   |  |
|                                                      |                 |                        |                                        |  |  |       |  |  | Giangaspare Visconti di Groppello, V consignore di Groppello |  |  | Gianluigi Visconti di Groppello, IV consignore di Groppello |  |
|                                                      |                 |                        |                                        |  |  |       |  |  | Giangaspare Visconti di Groppello, V consignore di Groppello |  |  | Gianluigi Visconti di Groppello, IV consignore di Groppello |  |
|                                                      |                 | Ippolita Stampa        |                                        |  |  |       |  |  | Giangaspare Visconti di Groppello, V consignore di Groppello |  |  |                                                             |  |
| Girolamo Visconti di Carbonara, I conte di Carbonara |                 |                        |                                        |  |  |       |  |  | Giangaspare Visconti di Groppello, V consignore di Groppello |  |  |                                                             |  |
|                                                      |                 | Bianca Carcano         | …                                      |  |  |       |  |  |                                                              |  |  |                                                             |  |
|                                                      |                 | Bianca Carcano         | …                                      |  |  |       |  |  |                                                              |  |  |                                                             |  |
|                                                      |                 | Bianca Carcano         | …                                      |  |  |       |  |  |                                                              |  |  |                                                             |  |
| Carlo Visconti di Carbonara, II conte di Carbonara   |                 | Bianca Carcano         |                                        |  |  |       |  |  |                                                              |  |  |                                                             |  |
|                                                      |                 | Giulio Cesare Borromeo | Federico Borromeo                      |  |  |       |  |  |                                                              |  |  |                                                             |  |
|                                                      |                 | Giulio Cesare Borromeo | Federico Borromeo                      |  |  |       |  |  |                                                              |  |  |                                                             |  |
|                                                      |                 | Giulio Cesare Borromeo | Veronica Visconti di Somma             |  |  |       |  |  |                                                              |  |  |                                                             |  |
| Isabella Borromeo                                    |                 | Giulio Cesare Borromeo |                                        |  |  |       |  |  |                                                              |  |  |                                                             |  |
|                                                      |                 | Margherita Trivulzio   | Renato Trivulzio, signore di Formigara |  |  |       |  |  |                                                              |  |  |                                                             |  |
|                                                      |                 | Margherita Trivulzio   | Renato Trivulzio, signore di Formigara |  |  |       |  |  |                                                              |  |  |                                                             |  |
|                                                      |                 | Margherita Trivulzio   | Isabella Borromeo                      |  |  |       |  |  |                                                              |  |  |                                                             |  |
| Federico Visconti                                    |                 | Margherita Trivulzio   |                                        |  |  |       |  |  |                                                              |  |  |                                                             |  |
|                                                      | Antonio Perrone | Giovanni Perrone       |                                        |  |  |       |  |  |                                                              |  |  |                                                             |  |
|                                                      | Antonio Perrone | Giovanni Perrone       |                                        |  |  |       |  |  |                                                              |  |  |                                                             |  |
|                                                      | Antonio Perrone | Giacobina?             |                                        |  |  |       |  |  |                                                              |  |  |                                                             |  |
| Carlo Perrone, conte di San Martino                  | Antonio Perrone |                        |                                        |  |  |       |  |  |                                                              |  |  |                                                             |  |
|                                                      |                 | Francesca Carelli      | Antonio Carelli                        |  |  |       |  |  |                                                              |  |  |                                                             |  |
|                                                      |                 | Francesca Carelli      | Antonio Carelli                        |  |  |       |  |  |                                                              |  |  |                                                             |  |
|                                                      |                 | Francesca Carelli      | …                                      |  |  |       |  |  |                                                              |  |  |                                                             |  |
| Francesca Perrone                                    |                 | Francesca Carelli      |                                        |  |  |       |  |  |                                                              |  |  |                                                             |  |
|                                                      |                 | …                      | …                                      |  |  |       |  |  |                                                              |  |  |                                                             |  |
|                                                      |                 | …                      | …                                      |  |  |       |  |  |                                                              |  |  |                                                             |  |
|                                                      |                 | …                      | …                                      |  |  |       |  |  |                                                              |  |  |                                                             |  |
| Delia Reverdino                                      |                 | …                      |                                        |  |  |       |  |  |                                                              |  |  |                                                             |  |
|                                                      |                 | …                      | …                                      |  |  |       |  |  |                                                              |  |  |                                                             |  |
|                                                      |                 | …                      | …                                      |  |  |       |  |  |                                                              |  |  |                                                             |  |
|                                                      |                 | …                      | …                                      |  |  |       |  |  |                                                              |  |  |                                                             |  |
|                                                      |                 | …                      |                                        |  |  |       |  |  |                                                              |  |  |                                                             |  |